# 蛋白核

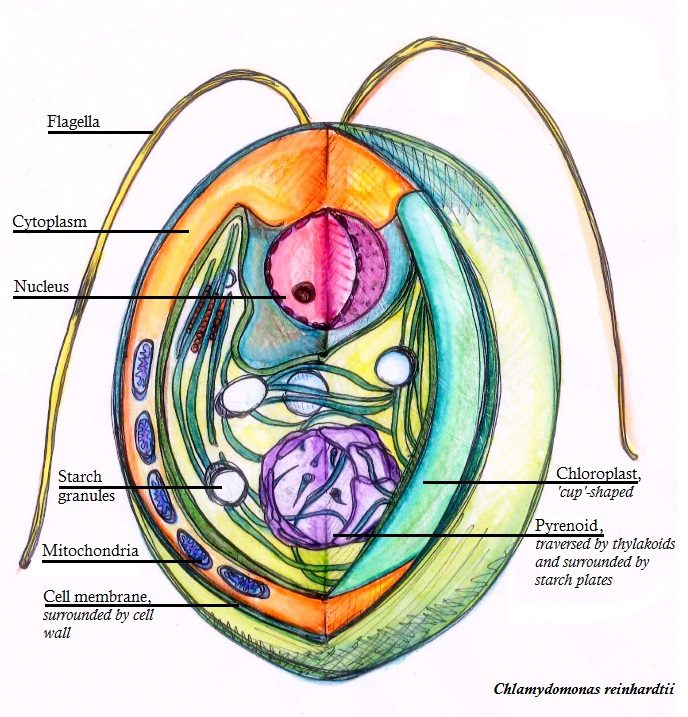
萊茵衣藻的結構圖

蛋白核（Pyrenoid）係一類存在於許多藻類的載色體中和陸生的角蘚門的葉綠體中的一類亞細胞結構。蛋白核與一種碳濃縮機制（CCM）有關。該結構主要作用是作爲二氧化碳（CO2）固定的中心，它能在與光合作用相關的加氧酶周圍創造、維持一個高二氧化碳濃度環境。由此不難發現，蛋白核的作用和藍細菌的羧酶體相似。
藻類只能生活在水環境中，即使是陸生的藻類也是如此——這限制了它們對二氧化碳的吸收。二氧化碳在水中的擴散速度比在空氣中的慢10,000倍。另外，二氧化碳在水中濃度達到平衡也需要較長時間。因此，水中的二氧化碳很容易耗盡，水從空氣中吸收二氧化碳的速度也很慢。另外，二氧化碳溶於水後會和水中的碳酸氫根達到平衡。這種平衡受到水中pH值的調控。比如，在海水中，溶解無機碳（DIC）主要以碳酸氫根的形式存在，遊離的二氧化碳很少，在這種條件下，藻類加氧酶的工作速度甚至不能達到最快速度的四分之一。因此，二氧化碳濃度有時會成爲限制藻類光合作用的因素之一。

## 歷史
布朗等人指出，對蛋白核的第一次描述是由沃謝在1803年進行的。而蛋白核這一名詞則由施米茨提出。他觀察了藻類細胞分裂時其葉綠體是如何從頭合成的。他的觀察結果讓申佩爾提出葉綠體具有自主性的假說。申佩爾還認爲所有綠色植物都起源於「一個無色素的生物體與一個含有葉綠素的生物體的融合」。藉助上述這些先驅性的觀察，梅列施柯夫斯基在二十世紀上半葉提出了內共生假說和葉綠體在遺傳上有一定獨立性的假說。
在之後的半個世紀，藻類學家通常把蛋白核作爲一個分類學標準，但生理學家們卻久久未能體會到蛋白核對水生植物的光合作用是多麼重要。經典的假說認爲蛋白核是合成澱粉的場所。該假說直到1980年代才被推翻。顯微鏡下的觀察很容易誤導人，因爲蛋白核常常被澱粉鞘包圍。後來，人們發現萊茵綠藻的蛋白核缺陷型中含有正常的澱粉粒，該物種的澱粉合成缺陷型突變體中亦檢出了功能完好的蛋白核。這樣的觀察結果最終推翻了蛋白核是澱粉合成場所的假說。
直到1970年代晚期，人們成功地從綠藻中提取出蛋白核之後，蛋白核的蛋白質本質才被闡明。研究結果表明，蛋白核成分中有90%都是具生物活性的加氧酶。在接下來十年，越來越多的證據表明，藻類有能聚集其細胞內的溶解無機碳，並將他們轉變爲二氧化碳的場所。這些場所的溶解碳濃度遠遠超過周圍的介質。巴傑和普林斯兩人最先提出蛋白核的功能可能和藍細菌的羧酶體相似，即與碳濃縮機制有關。藻類和地衣的藍細菌類共生光合生物的碳濃縮機制已通過氣體交換和碳同位素標記這兩項技術闡明。帕姆奎斯特和巴傑等人則證明藻類的碳濃縮機制與蛋白核有關。史密斯和格里菲斯兩人則在不久之後確認了角苔門的碳濃縮機制。

## 結構與功能

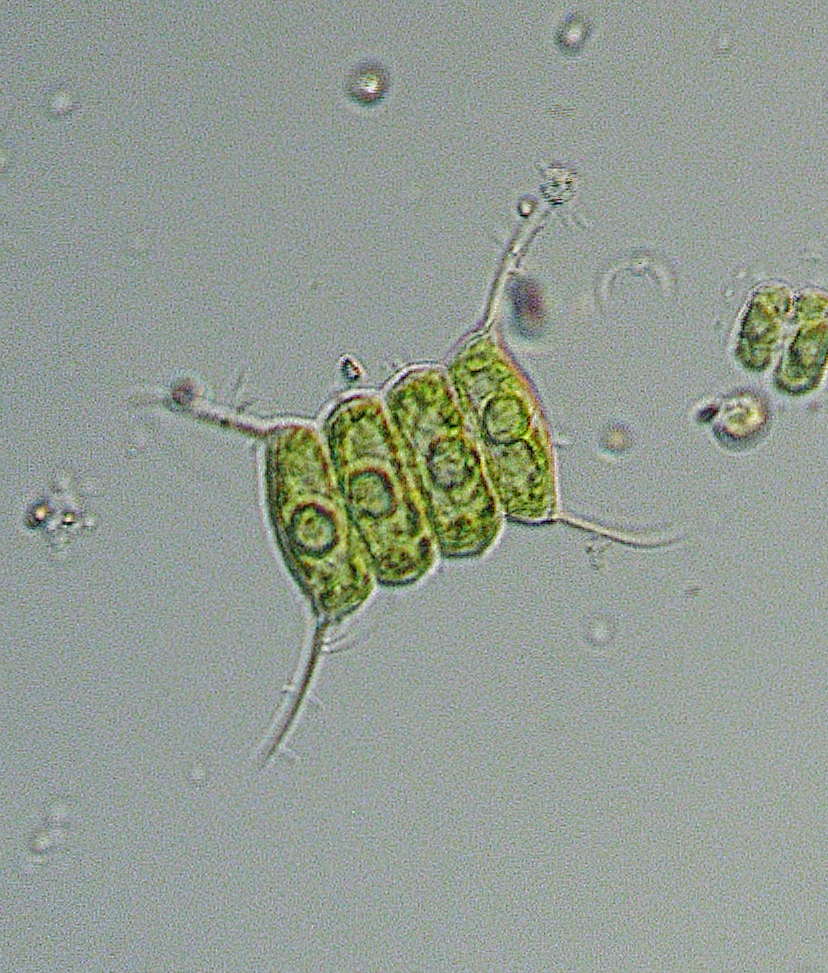
顯微鏡下的四尾柵藻，其蛋白核清晰可見

不同藻類的蛋白核超微結構和形態存在實質性的區別。紅藻門的紫球藻和綠藻門的萊茵衣藻的每一個色素體都含有一個在光鏡下就可以觀察到的蛋白核。單個矽藻和甲藻細胞則可能擁有多個蛋白核。通過掃描電子顯微鏡，可以觀察到蛋白核爲電子緻密結構。蛋白核基質中的充盈着加氧酶。蛋白核的周圍通常由連在一起的類囊體包圍。
和羧酶體不同，蛋白核有一個蛋白外殼。蛋白核的周圍通常還有一個澱粉鞘，即使在那些澱粉的合成場所爲細胞質基質而不是色素體中的細胞中也是如此。萊茵衣藻的蛋白核在澱粉鞘外還有一層由兩種蛋白質（LCIB和LCIC）組成的高分子複合物組成的層。目前的假說認爲該層可以起到防止二氧化碳泄漏或重新捕獲從蛋白核中逸出的二氧化碳的作用。
人們目前還沒有完全弄清蛋白核中蛋白質的種類和結合狀況。不過，人們已經在蛋白核中發現了加氧酶以外的蛋白質，比如加氧酶活化酶、硝酸還原酶和亞硝酸還原酶。蛋白核在是如何在細胞分裂期間生成的也尚不明確。通過誘變萊茵衣藻進行的研究表明，加氧酶的亞基對蛋白核的組裝至關重要，尤其是兩個會與溶劑接觸的亞基。目前，加氧酶是自我組裝成蛋白核還是需要另外的伴侶分子幫助尚不可知。
現有的CCM的生物物理模型認爲，蛋白核是該機制得以進行的核心。該結構主要作用是作爲二氧化碳（CO2）固定的中心，它能在與光合作用相關的加氧酶周圍創造、維持一個高二氧化碳濃度環境。